# Adolphe d'Archiac
Étienne Jules Adolphe Desmier de Saint-Simon, Vicomte d'Archiac, född 24 september 1802 i Reims, död 24 december 1868 i Paris (självmord), var en fransk geolog och paleontolog.
d'Archiac var i många år vicepresident i det franska geologiska sällskapet och professor i paleontologi vid Musée d'histoire naturelle i Paris. Av hans arbeten kan särskilt nämnas Histoire des progrès de la géologie de 1834 à 1850 (Paris 1847-50, åtta band), Cours de paléontologie stratigraphique (1864) och Paléontologie de la France (1868). Han tilldelades Wollastonmedaljen 1853. På grund av depression kastade han sig på julafton 1868 i floden Seine. Kroppen återfanns vid Meulan först 30 maj året därpå.
Auktorsnamnet D'Archiac kan användas för Adolphe d'Archiac i samband med ett vetenskapligt namn inom botaniken; se Wikipediaartiklar som länkar till auktorsnamnet.